# Akira Ishigame
Akira Ishigame (石亀 晃 Ishigame Akira?), född 20 maj 1985 i Saitama prefektur, är en japansk före detta fotbollsspelare.
Ishigame började sin karriär 2004 i Omiya Ardija. 2008 flyttade han till Thespa Kusatsu. Han avslutade karriären 2008.